# (4511) Rembrandt
(4511) Rembrandt ist ein Asteroid des Hauptgürtels, der am 28. September 1935 vom niederländischen Astronomen Hendrik van Gent in Johannesburg entdeckt wurde.
Der Asteroid ist zu Ehren des niederländischen Malers und Radierers Rembrandt van Rijn (1606–1669) benannt.